# Syconycteris
Syconycteris (Matschie, 1899) è un genere di pipistrelli della famiglia degli Pteropodidi. 

## Descrizione

### Dimensioni
Al genere Syconycteris appartengono pipistrelli di piccole dimensioni con la lunghezza dell'avambraccio tra 50 e 61,6 mm e un peso fino a 47 g.

### Caratteristiche craniche e dentarie
Il cranio presenta un rostro allungato, con le ossa pre-mascellari ben saldate all'osso circostante. Sono presenti dei fori post-orbitali. Gli incisivi superiori sono relativamente grandi, mentre quelli inferiori più esterni sono circa due volte più grandi di quelli più interni.
Sono caratterizzati dalla seguente formula dentaria:

### Aspetto
Il muso è lungo ed affusolato, con un solco verticale tra le narici che termina sul labbro superiore. La lingua è lunga ed estensibile, ricoperta di papille filiformi sulla punta. Le membrane alari sono attaccate posteriormente tra il quarto e quinto dito del piede, caratteristica unica nella famiglia. La coda, l'uropatagio e il calcar sono notevolmente ridotti o addirittura in una specie, S.hobbit del tutto assenti. Non è stato osservato dimorfismo sessuale.

## Distribuzione
Il genere è diffuso nell'Ecozona australasiana, dalle Isole Molucche attraverso la Nuova Guinea fino alle coste dell'Australia orientale.

## Tassonomia
Il genere comprende 3 specie.
- Syconycteris australis
- Syconycteris carolinae
- Syconycteris hobbit